# 브래드 부판다
브래드 부판다(Brad Bufanda, 1983년 5월 4일 ~ 2017년 11월 1일)는 미국의 배우이다.
샌버너디노군 업랜드에서 태어났으며 로스앤젤레스에서 사망하였다. 건물에서 뛰어내려 자살하였으며, 사인은 낙상이다.

## 출연 작품

### 영화
- 신데렐라 스토리 (2004)
- 다크 투어리스트 (2012, Dark Tourist) - 매니 역

### 텔레비전
- 우리 생애 나날들 (2002-03)
- 베로니카 마스 (2004-06)